# Sergio Penagos García
Sergio Penagos García (Córdoba, Veracruz, 19 de julio de 1969) es un político mexicano, que fue miembro del Partido Acción Nacional, ha sido diputado local (2000-2003) y federal (2003-2006), subsecretario de la Función Pública durante el sexenio de Felipe Calderon (2008-2010); en adición fungió como procurador fiscal del Gobierno del Estado de Puebla durante el sexenio de Rafael Moreno Valle (2011-2017)
Sergio Penagos es abogado egresado de la Escuela Libre de Derecho de Puebla, miembro del PAN desde 1995 ha tenido diversos cargos en la estructura estatal del partido en Veracruz y municipal en Córdoba; de 1995 a 1997 fue oficial mayor y de 1998 a 2000 secretario del Ayuntamiento de la ciudad de Córdoba, en 2000 fue elegido diputado local al Congreso de Veracruz en representación del XV Distrito Electoral Local de Veracruz, donde le correspondió ser presidente de las comisiones de Seguridad Pública e Instructora, culminando dicho cargo en 2003 en que fue a su vez electo diputado federal por el XVI Distrito Electoral Federal de Veracruz a la LIX Legislatura, donde fue subcoordinador de Proceso Legislativo y Debate Parlamentario  y Presidente del Consejo de Política Interior del GPPAN.
El 22 de mayo de 2008 fue nombrado Subsecretario de la Función Pública de la Secretaría de la Función Pública por el presidente Felipe Calderón Hinojosa en sustitución de Manuel Minjares Jiménez, y permaneció en el cargo hasta el 9 de febrero de 2010 en que fue a su vez sustituido por Rogelio Carbajal Tejada. El 8 de marzo del mismo año renunció a su militancia en el PAN en protesta por la postulación de Miguel Ángel Yunes Linares como candidato a gobernador.
El 1 de febrero de 2011, fue nombrado Subsecretario de Desarrollo Administrativo y Evaluación de la Contraloría del Estado por el Dr. Rafael Moreno Valle Rosas, gobernador constitucional del Estado de Puebla. Posteriormente el 1 de septiembre de 2011 toma posesión como procurador fiscal del Gobierno del Estado de Puebla, manteniéndose en el puesto hasta el 1 de marzo de 2017.